# Tallinnbukten
Tallinnbukten (äldre svenska Revalbukten, estniska: Tallinna laht) är en vik i Harjumaa i norra Estland. Den är en del av Finska viken och Estlands huvudstad Tallinn ligger på dess södra strand. Den avgränsas i väster av halvön Suurupi poolsaar och dess norra udde Ninamaa, i nordväst av Nargö (Naissaar) som traditionellt har bebotts av estlandssvenskar, i norr av Ulfsö (Aegna) och i öst av halvön Viimsi poolsaar. Den är uppdelad i tre mindre bukter, från väst: Kakumäe laht, Kopli laht och Paljassaare laht.
Bukten är djup och vid den finns 17 hamnar. Där finns dock även flera undervattensgrund såsom Keskmadal, Naissaare madal, Littergrund, Tšernovi madal, Leontjevi madal och Vahemadal.

## Galleri

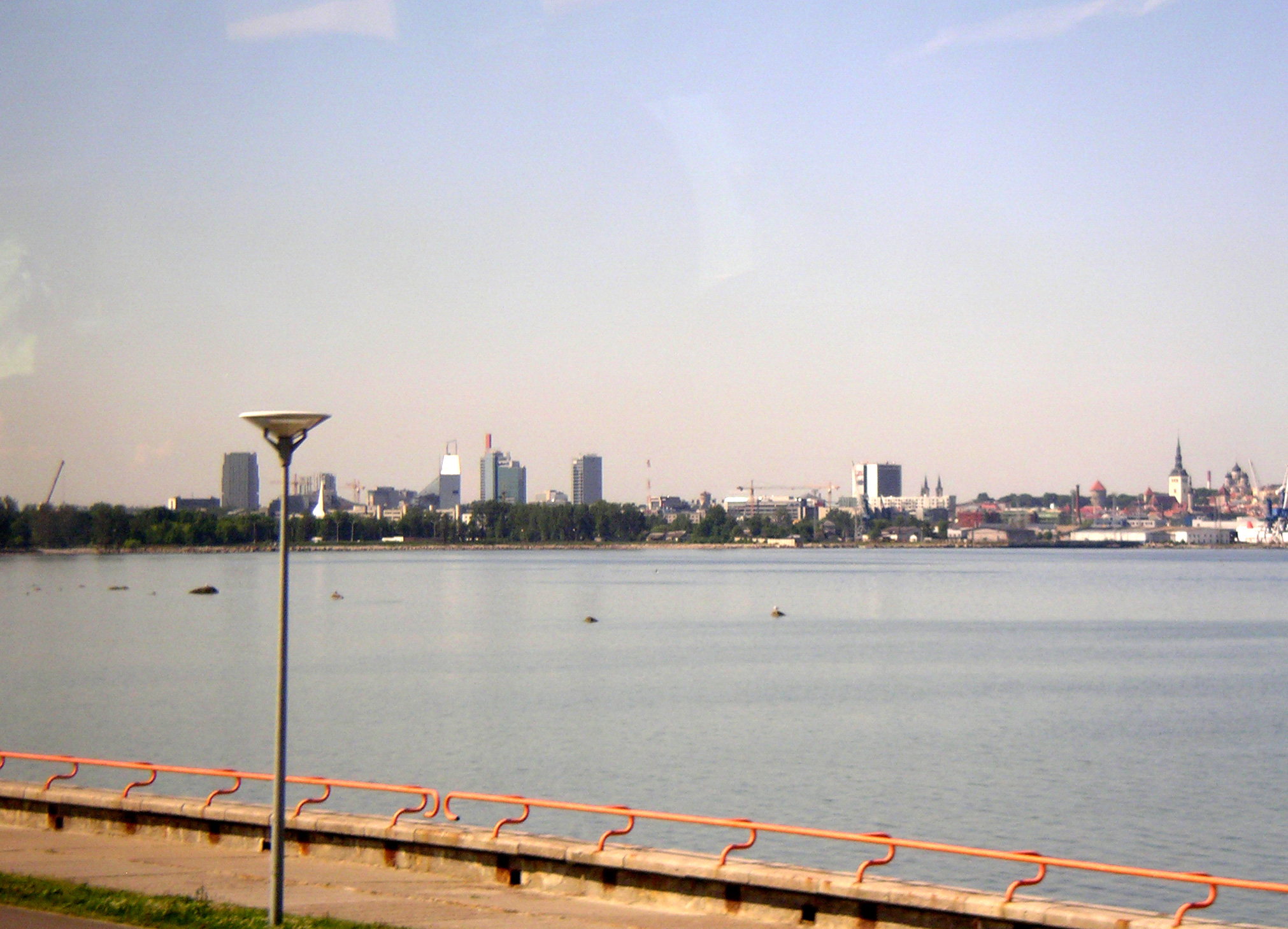
Tallinns skyline
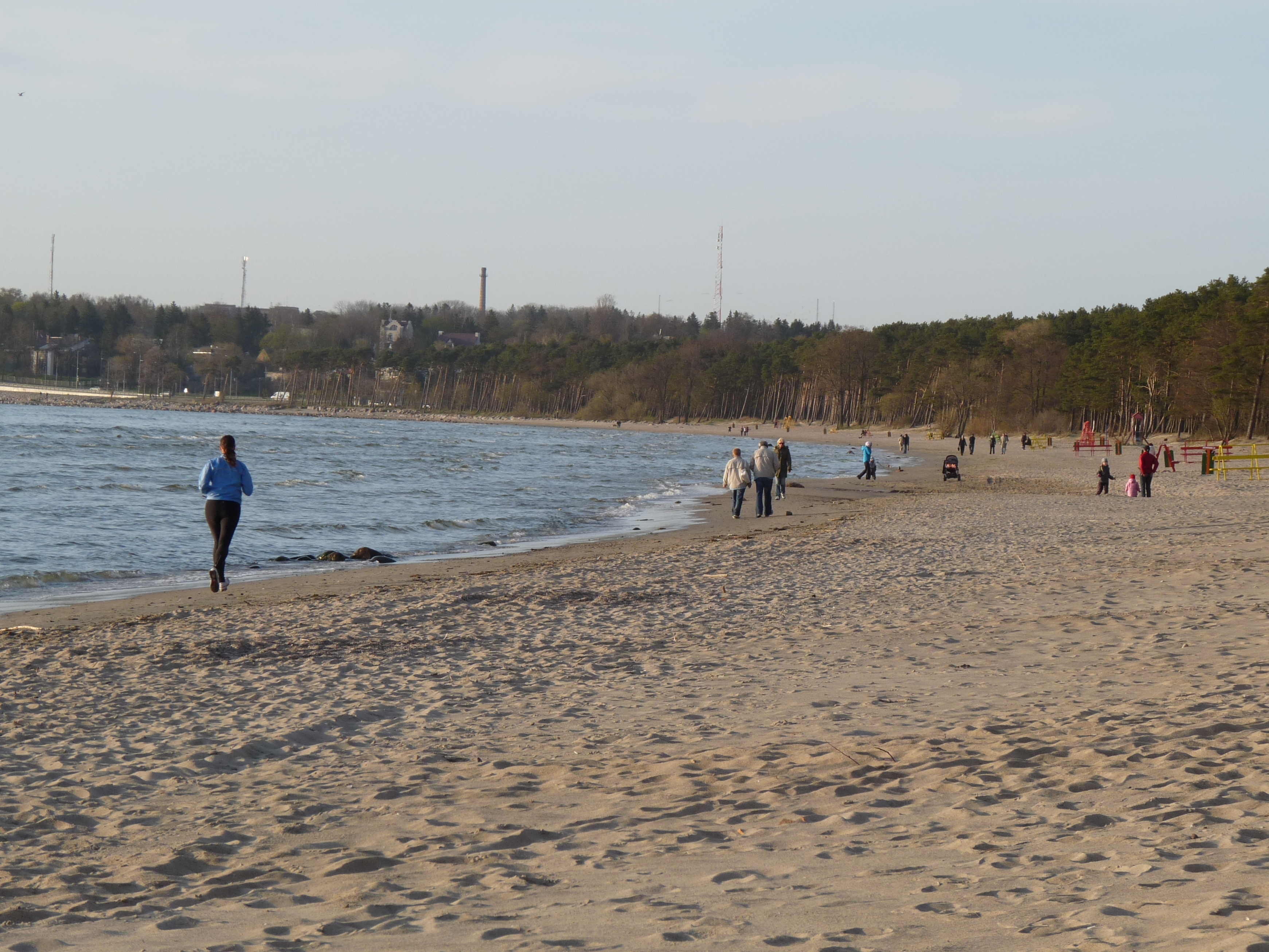
Stranden i Pirita
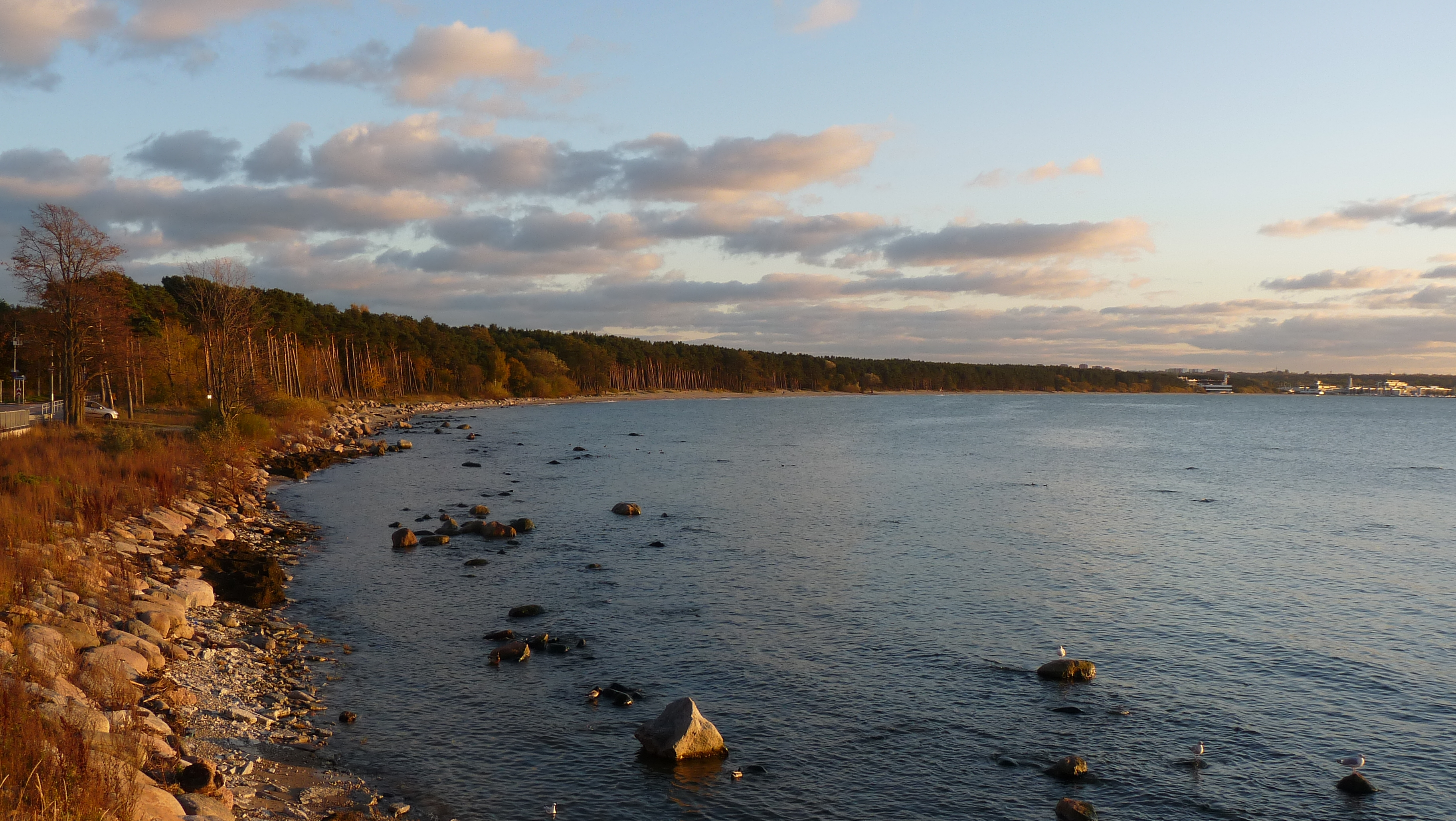
Kusten vid Merivälja.
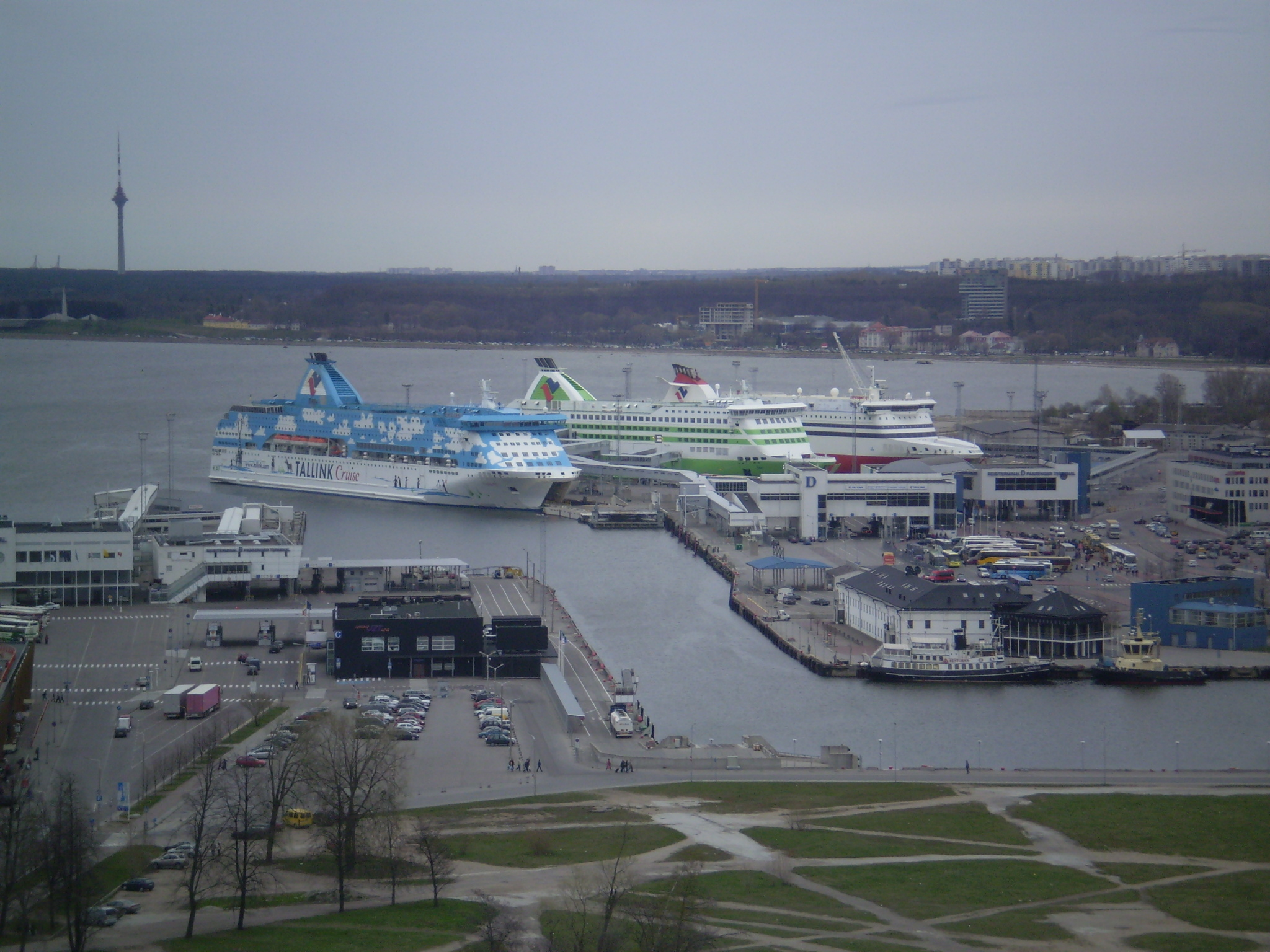
Vanasadam i Tallinn.
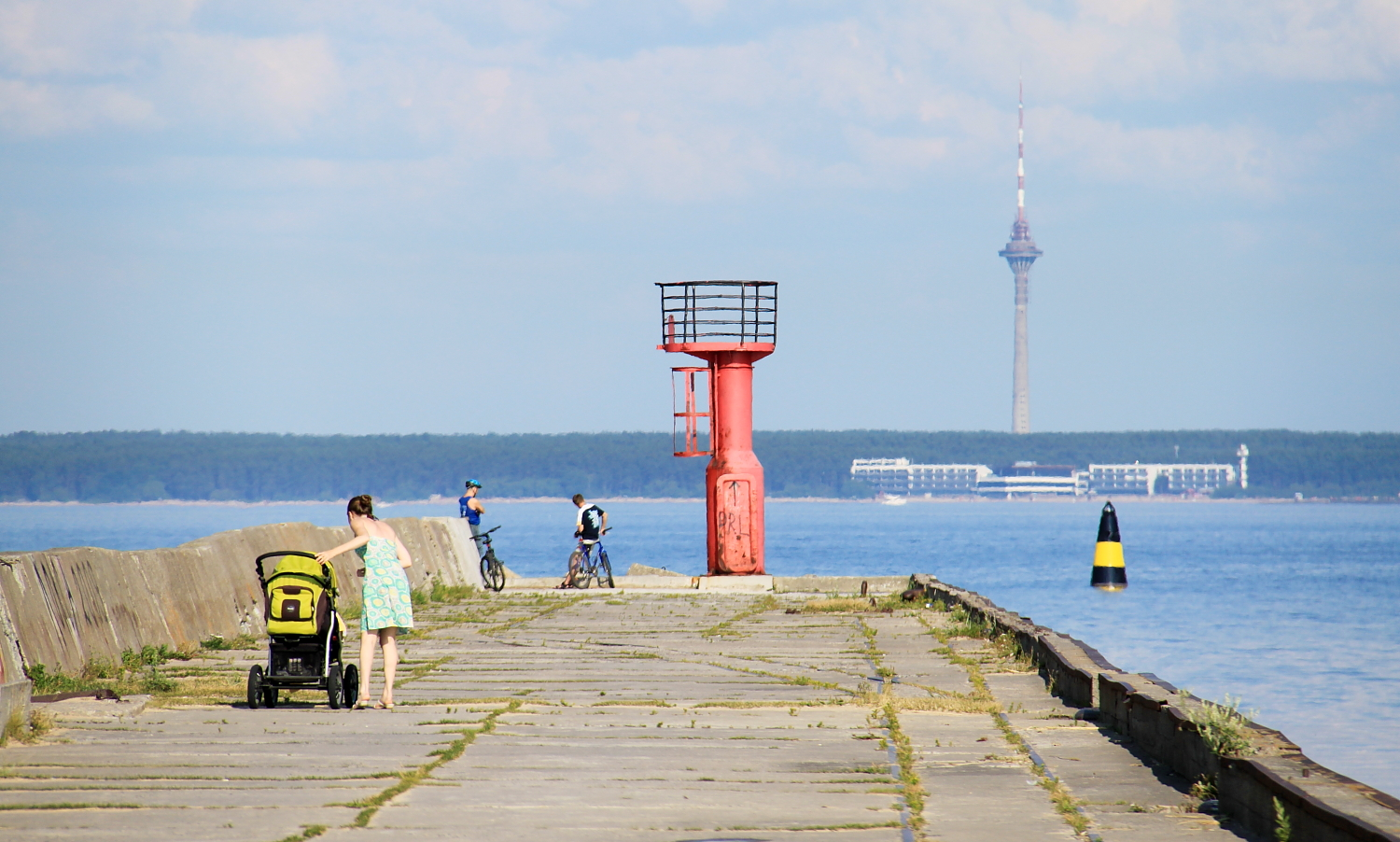
Utsikt från Paljassaare mot Pirita.
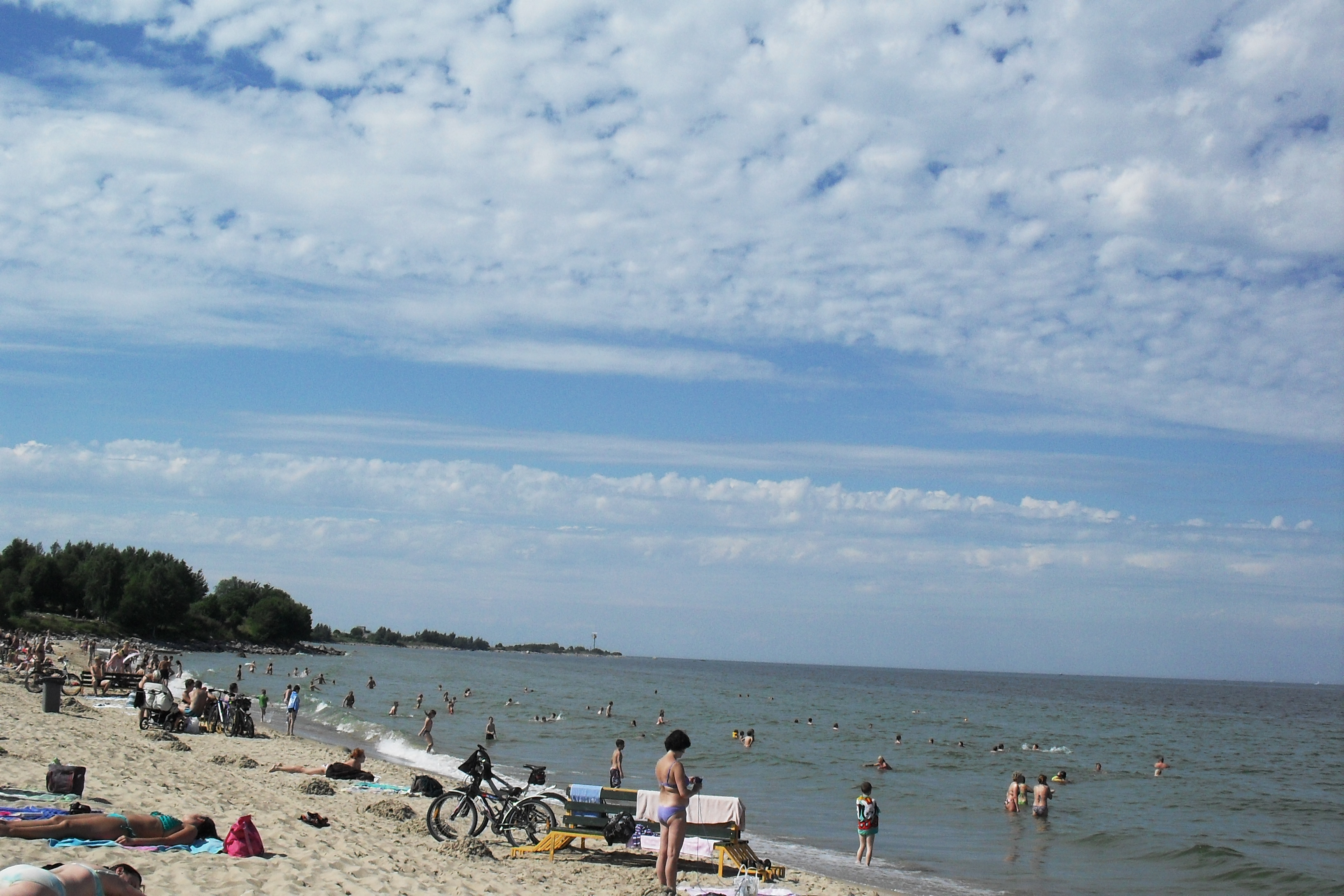
Stranden vid Pikakari i Paljassaare.
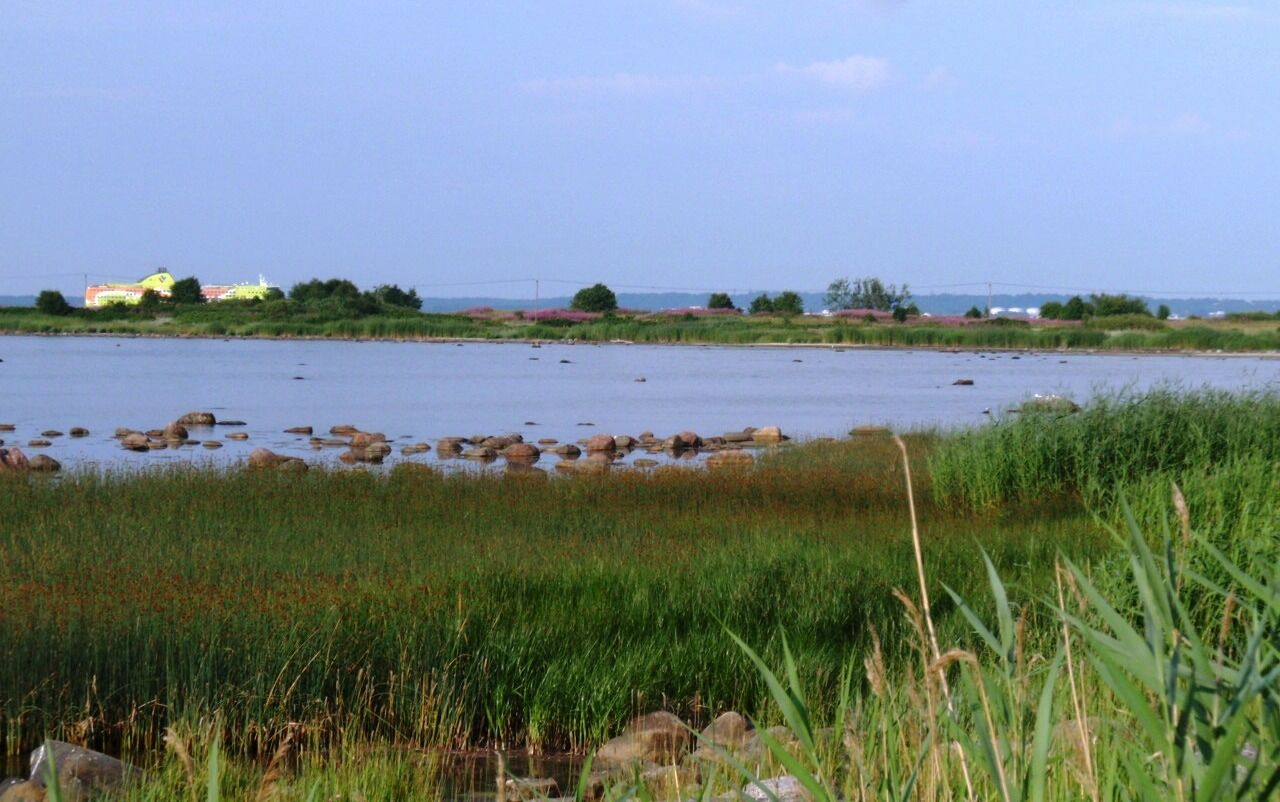
Paljasaare
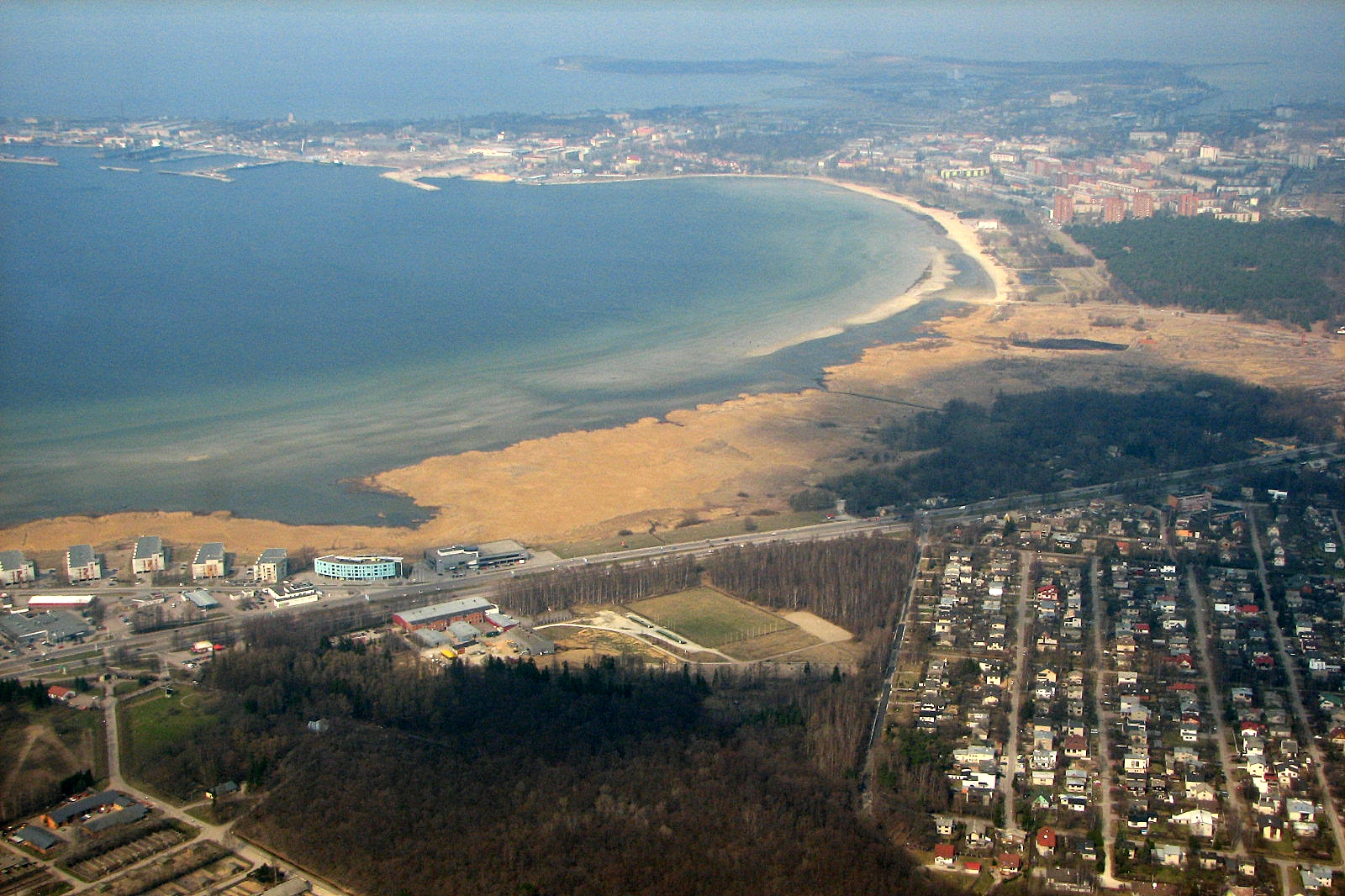
Kopli laht.
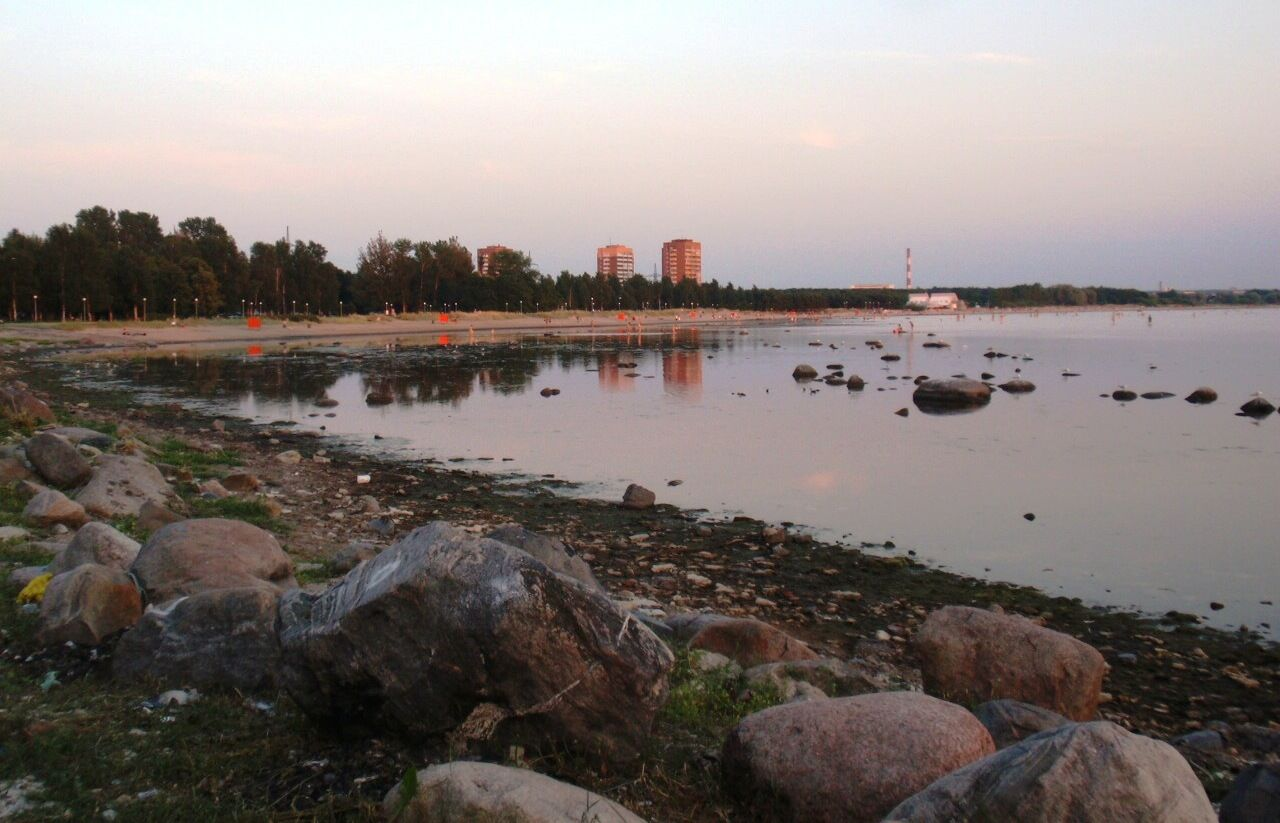
Stranden vid Stroomi i Koplki laht i Pelguranna.
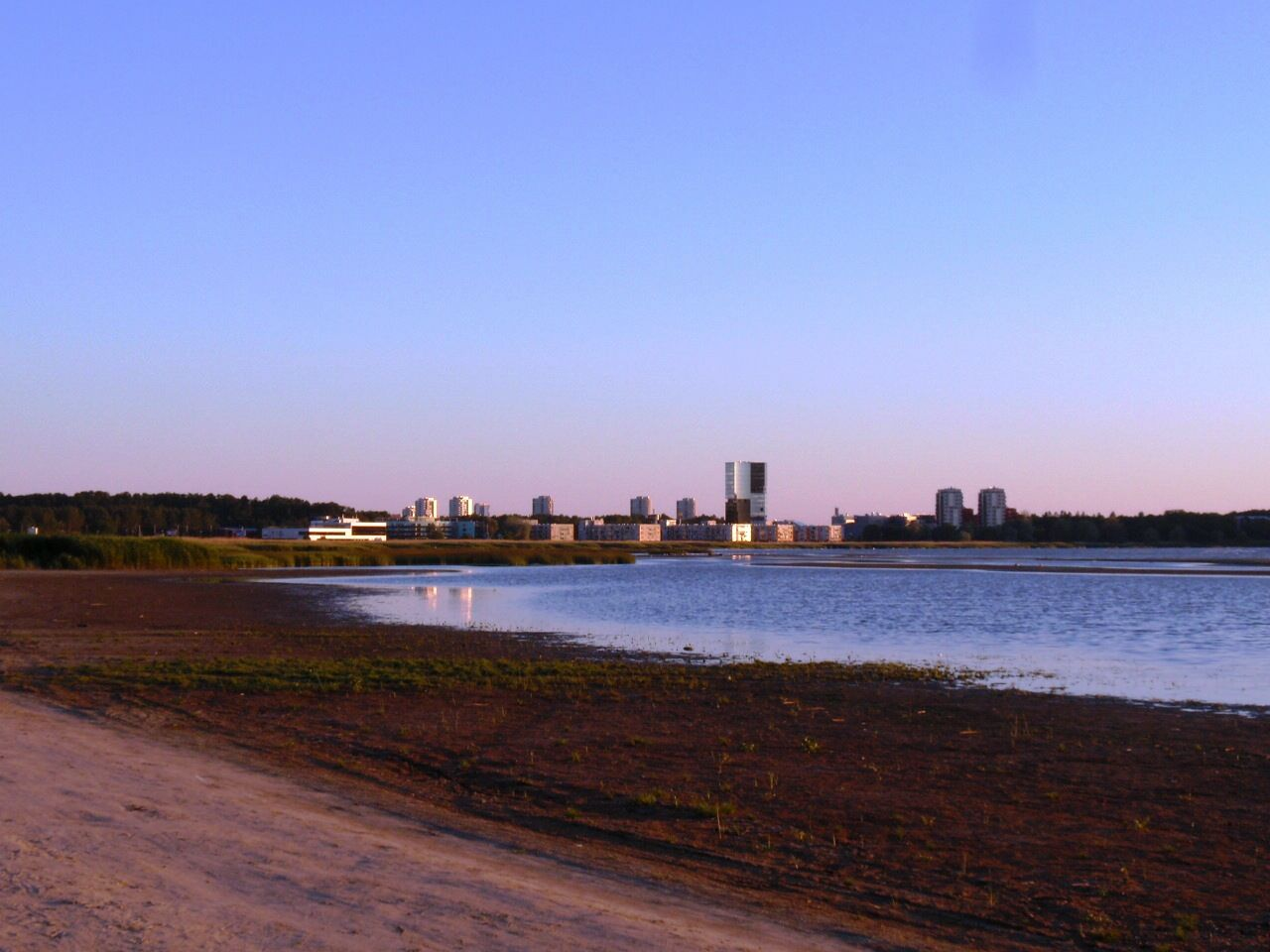
Utsikt från Stroomistranden mot Väike-Õismäe.
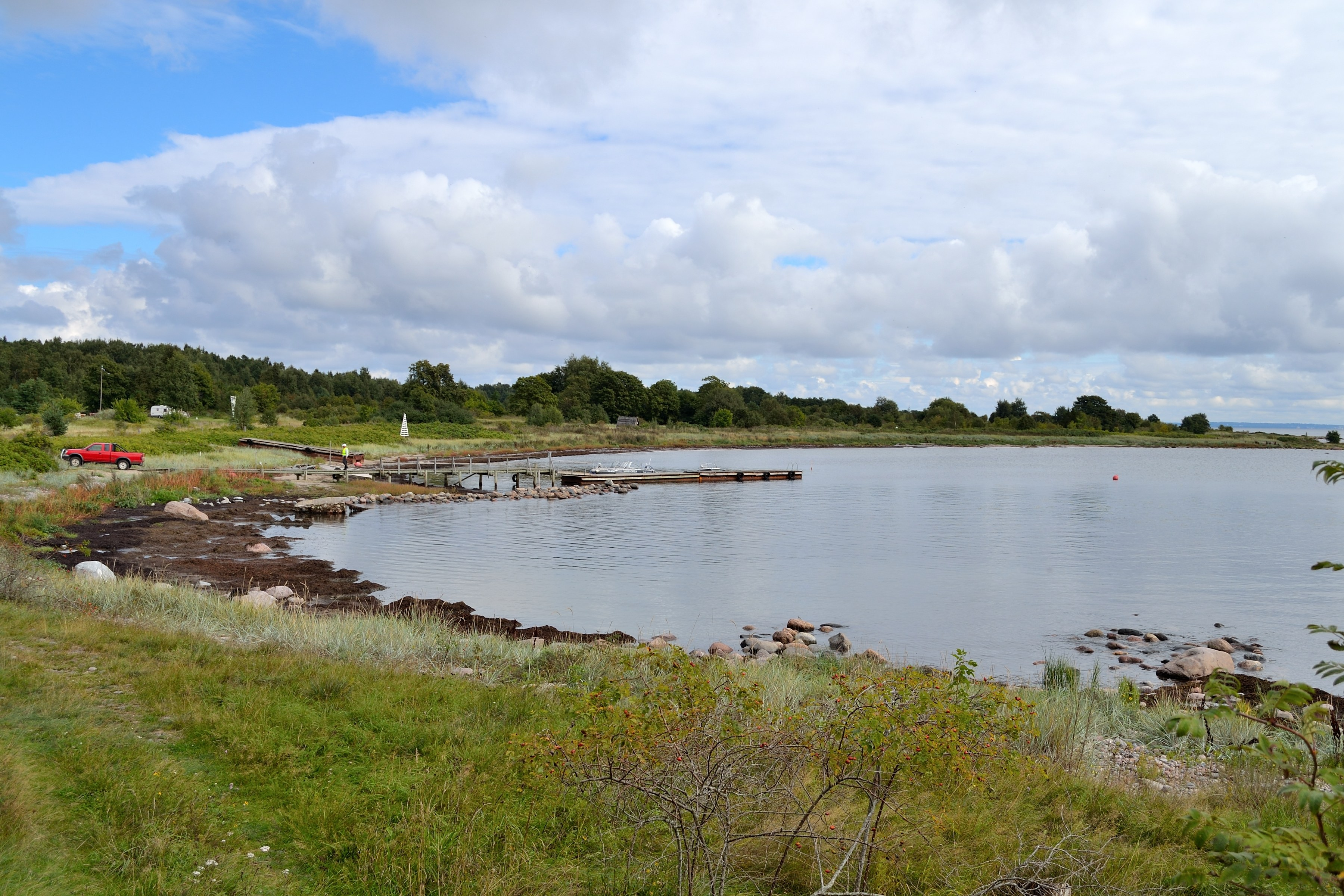
Brygga på Nargös södra strand.
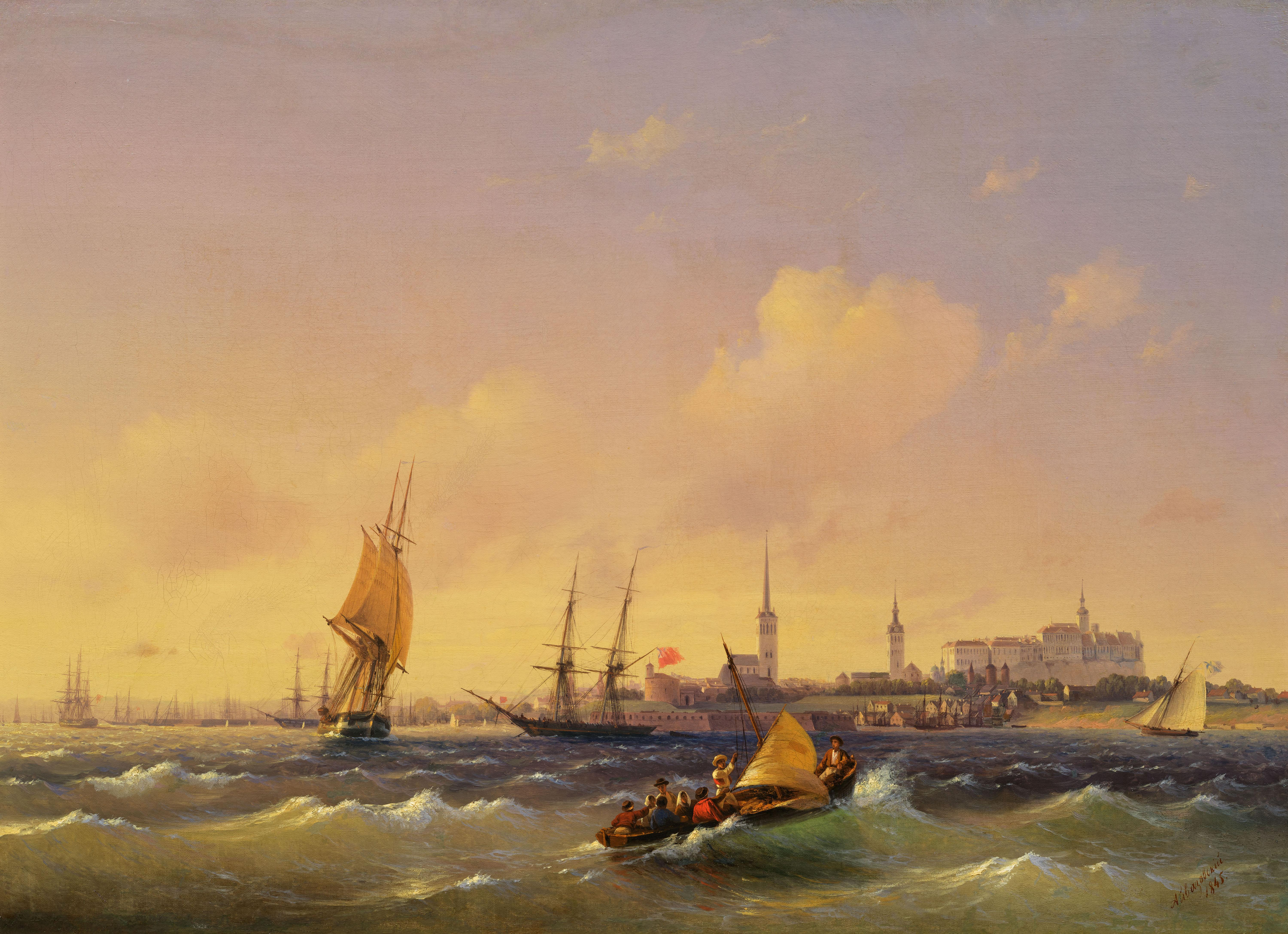
Tallinnbukten avmålad av Ivan Ajvazovskij (1845).
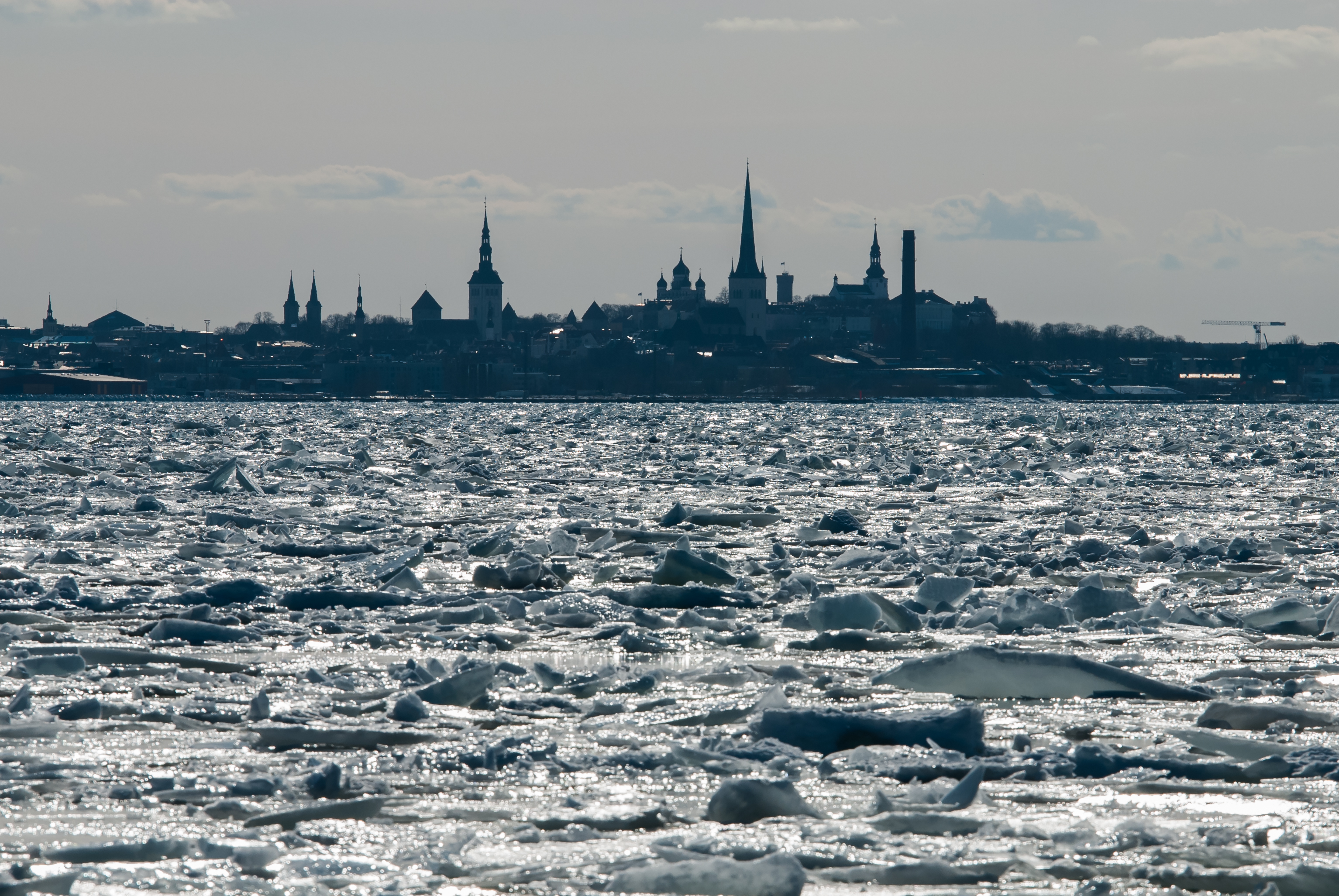
Tallinnbukten i vinterskrud.
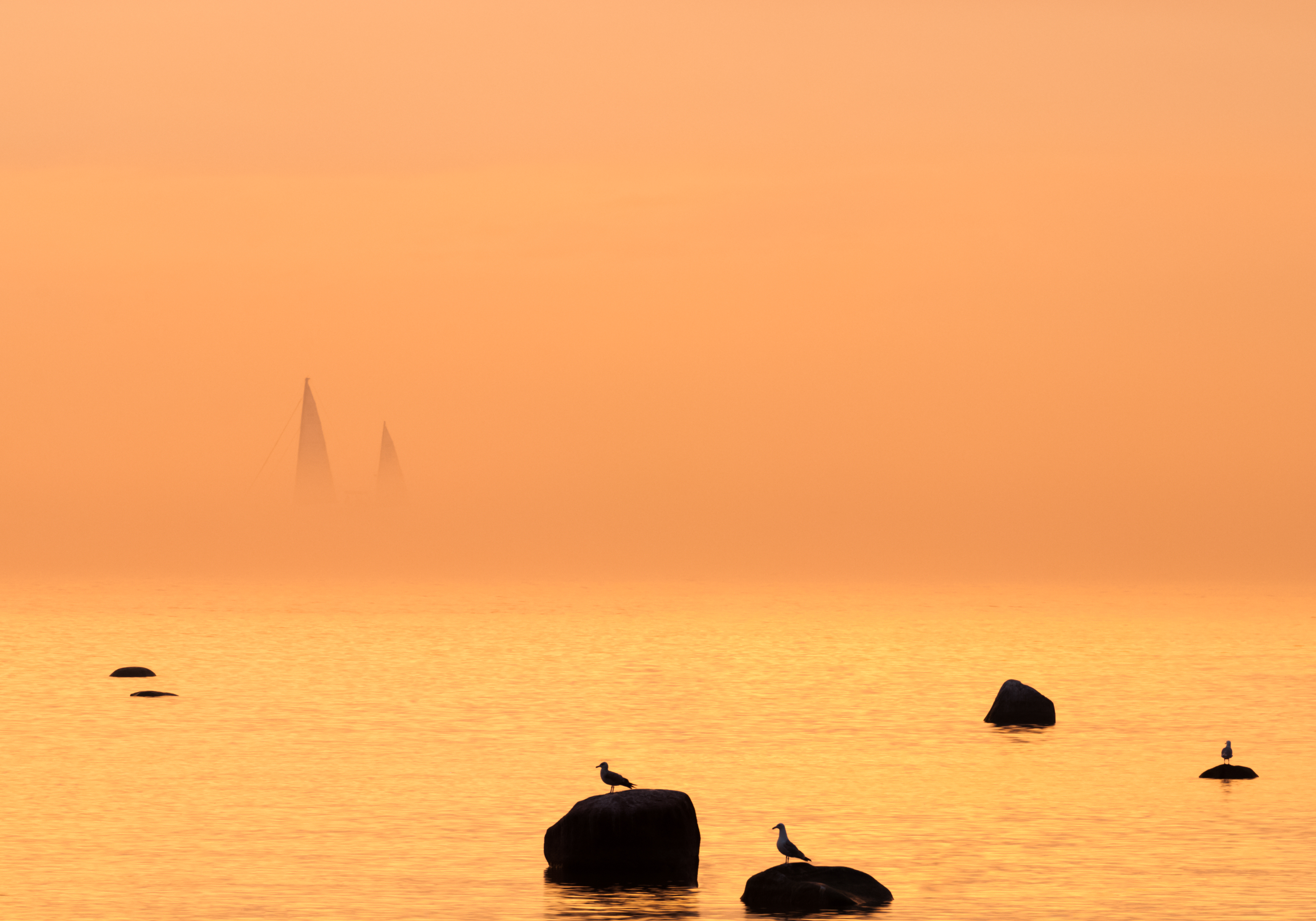
Tallinnbukten i dimma.
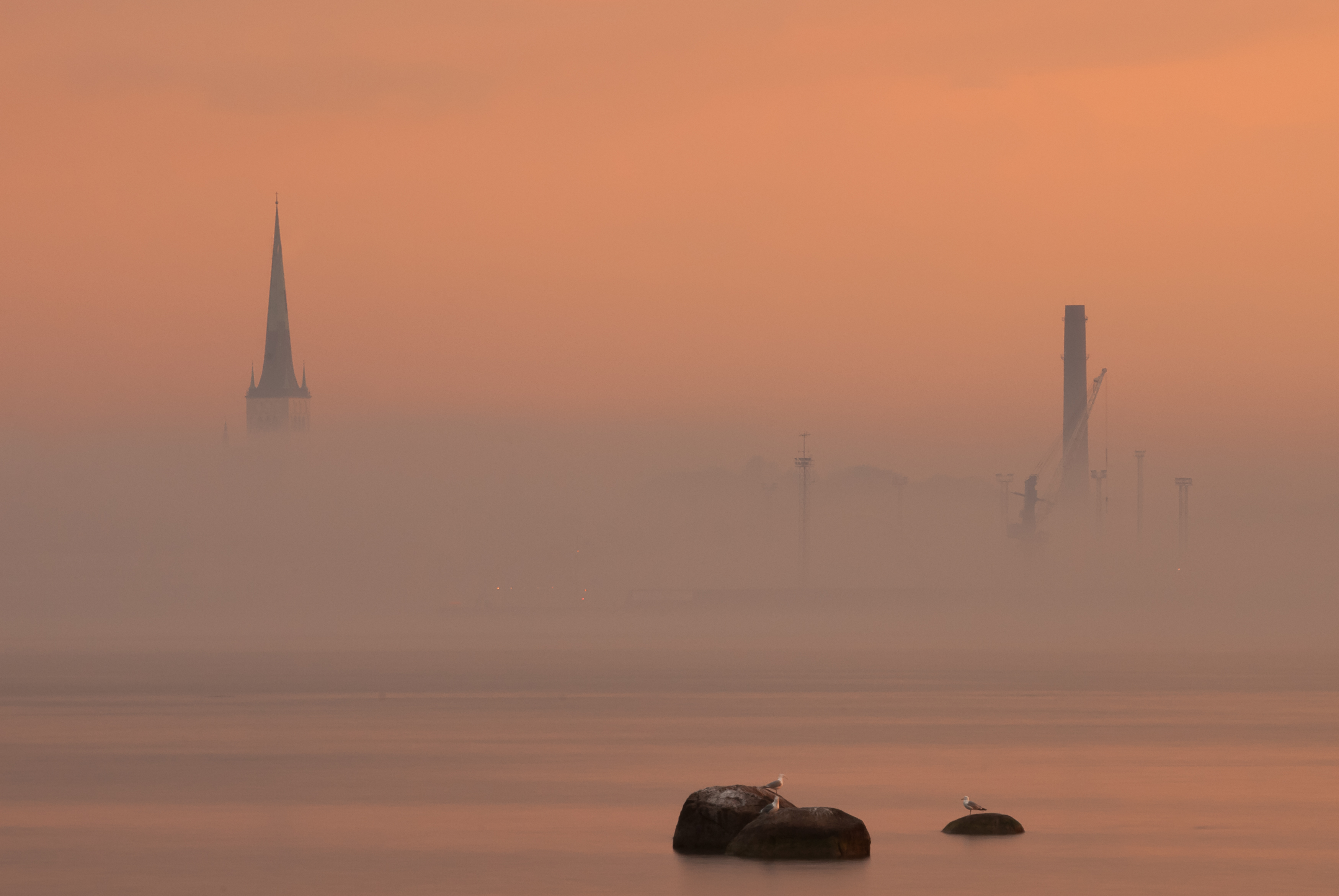
Tallinnbukten i dimma.